# Janvier 1943
Cette page présente les faits marquants du mois de janvier 1943.
Les événements concernant la Seconde Guerre mondiale sont détaillés dans l'article Janvier 1942 (Seconde Guerre mondiale).

## Événements
- Sous la pression britannique, le général Catroux, haut-commissaire de la France libre au Levant, annonce le rétablissement de l’ordre républicain et des élections en Syrie et au Liban.
- Le chef du gouvernement roumain Mihai Antonescu conseille à Mussolini de se retirer de la guerre, ce qui permettrait à la Roumanie de le suivre.

- 1er janvier :
  - occupation de la Somalie française par les Alliés;
  - le général Joukov prend le commandement des opérations à Stalingrad.

- 9 janvier : premier vol en Californie du Lockheed Constellation, destiné au transport de passagers et de marchandises.

- 13 janvier : Hitler proclame la « guerre totale ».

- 14 janvier : ouverture à Anfa d’une conférence réunissant Churchill et Roosevelt, qui décide que les Alliés débarqueront en Italie en 1943 et en 1944 en France. L’Allemagne, l’Italie et le Japon devront capituler sans conditions.

- 18 janvier : les troupes soviétiques parviennent à briser l’encerclement de Leningrad, isolée depuis l’automne 1941.

- 23 janvier : les troupes de Montgomery prennent Tripoli, au terme d’une avancée de 1 800 km effectuée sur trois mois depuis El-Alamein.

- 24 janvier :
  - rafle de Marseille: sur ordre des Allemands, la police commence à faire évacuer le quartier du Vieux-Port de Marseille qui sera en grande partie détruit;
  - Hitler ordonne à ses troupes de se battre à mort contre les soviétiques pour tenir la ville de Stalingrad.

- 26 janvier :
  - les mouvements de résistance de la zone Sud (Combat, Libération et Franc-Tireur) s’unissent dans les Mouvements unis de la Résistance (MUR);
  - les troupes de Montgomery font la jonction avec la colonne française du général Leclerc, qui a pris le contrôle du Fezzan italien.

- 30 janvier : création de la Milice, issue du service d’ordre légionnaires, dirigée par le secrétaire général Joseph Darnand, qui s’engage dans la collaboration et la lutte contre la Résistance.

## Naissances
- 1er janvier : Hamdi Benani, chanteur et altiste algérien († 21 septembre 2020).

- 6 janvier : Oscar López Rivera, Personnalité politique Portoricain et Militant independentiste.

- 8 janvier : Princesse Norodom Bopha Devi, ministre de la Culture du Cambodge.

- 13 janvier : Richard Moll, acteur américain († 26 octobre 2023).

- 14 janvier :
  - Lena Hjelm-Wallén, femme politique, ancien ministre et vice-ministre de Suède.
  - Angelo Bagnasco, cardinal italien, archevêque de Gênes.

- 17 janvier : 
  - Daniel C. Brandenstein, astronaute américain.
  - Denis Tunnicliffe, baron Tunnicliffe, pair, pilote et cheminot britannique.

- 19 janvier :
  - Janis Joplin, chanteuse américaine († 4 octobre 1970).
  - Princesse Margriet des Pays-Bas à Ottawa. La chambre d'hôpital fut changée en territoire hollandais pour qu'elle conserve son droit de succession.

- 20 janvier : Margaret Archer, sociologue britannique († 21 mai 2023)

- 23 janvier :
  - Gary Burton, vibraphoniste de jazz américain.
  - Bill Cameron, journaliste et acteur.

- 26 janvier : Bernard Tapie, homme d'affaires et homme politique français († 3 octobre 2021).

- 28 janvier : Paul Henderson, joueur de hockey.

- 30 janvier : Keïta Fatoumata Diallo, première dame malienne, épouse de Modibo Keïta († 5 août 2025).

## Décès
- 1er janvier : George P. Graham, chef du Parti libéral de l'Ontario.

- 4 janvier : Marina Raskova, aviatrice soviétique (° 28 mars 1912).

- 7 janvier : Nikola Tesla, inventeur et ingénieur en électricité.

- 13 janvier : Sophie Taeuber-Arp, peintre.